# Oribatella plummeri
Oribatella plummeri är en kvalsterart som beskrevs av Arthur P. Jacot 1934. Oribatella plummeri ingår i släktet Oribatella och familjen Oribatellidae. Inga underarter finns listade i Catalogue of Life.